# Liste des maires de Fontainebleau
La liste des maires de Fontainebleau présente la liste des maires de la commune française de Fontainebleau, située dans le département de la Seine-et-Marne en région Île-de-France.

## L'hôtel de ville

L'hôtel de ville.

## Liste des maires

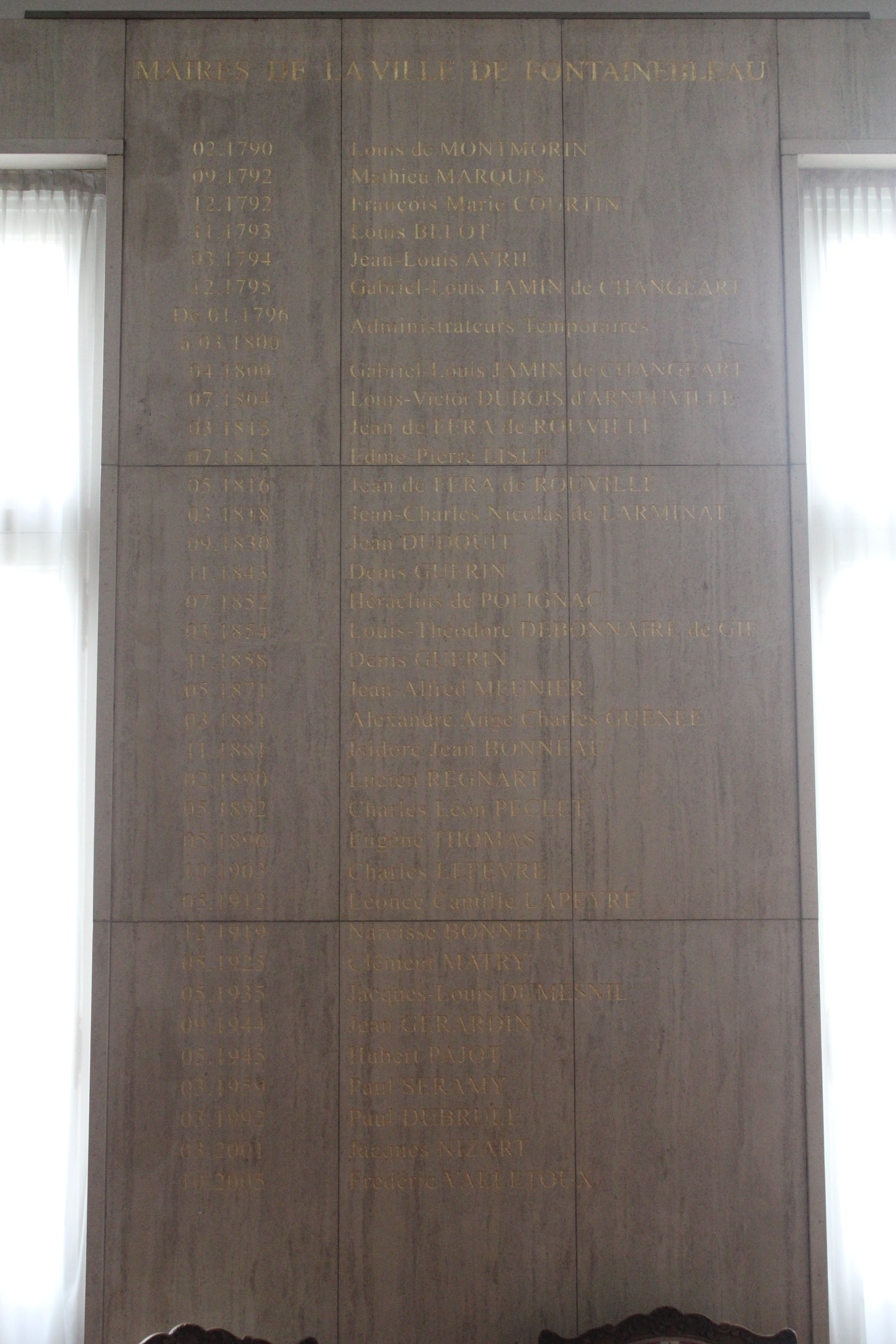
Liste des maires inscrite au premier étage de l'hôtel de ville de Fontainebleau

### Entre 1790 et 1944
| Période                                  | Période        | Identité                         | Étiquette                  | Qualité |
| ---------------------------------------- | -------------- | -------------------------------- | -------------------------- | --- |
| Les données manquantes sont à compléter. |                |                                  |                            | |
| février 1790                             | septembre 1792 | Comte Louis de Montmorin         |                            | |
| septembre 1792                           |                | René Mathieu Marquis             |                            | |
| Les données manquantes sont à compléter. |                |                                  |                            | |
| décembre 1792                            | novembre 1793  | François-Marie Courtin           |                            | |
| novembre 1793                            | mars 1794      | Louis Belot                      |                            | |
| mars 1794                                |                | Jean-Louis Avril                 |                            | |
| Les données manquantes sont à compléter. |                |                                  |                            | |
| octobre 1797                             | avril 1799     | Jean François Maguin             |                            | |
| avril 1799                               | avril 1800     | René Mathieu Marquis             |                            | |
| avril 1800                               | juillet 1804   | Gabriel-Louis Jamin de Changeart |                            | |
| juillet 1804                             | janvier 1815   | Louis-Victor Dubois d'Arneuville |                            | |
| janvier 1815                             | mars 1815      | Edme-Pierre de Lisle             |                            | |
| mars 1815                                | juillet 1815   | Comte Jean de Féra de Rouville   |                            | |
| juillet 1815                             | mai 1816       | Edme-Pierre de Lisle             |                            | |
| mai 1816                                 | mars 1818      | Comte Jean de Féra de Rouville   |                            | |
| mars 1818                                | septembre 1830 | Jean-Charles Nicolas de Larminat |                            | |
| septembre 1830                           | novembre 1843  | Jean Dudouit                     |                            | Conseiller d'arrondissement |
| novembre 1843                            | juillet 1852   | Denis Guérin                     |                            | Propriétaire Conseiller général de Fontainebleau (1848 → 1874)                                                                                  |
| juillet 1852                             | mars 1854      | Comte Héraclius de Polignac      |                            | |
| mars 1854                                | novembre 1858  | Louis-Théodore Debonnaire de Gif |                            | |
| novembre 1858                            | mai 1871       | Denis Guérin                     |                            | Propriétaire Conseiller général de Fontainebleau (1848 → 1874)                                                                                  |
| mai 1871                                 | mars 1881      | Jean-Alfred Meunier              | Républicain                | Conseiller général de Fontainebleau (1874 → 1880)                                                                                               |
| mars 1881                                | novembre 1881  | Alexandre Ange Charles Guénée    |                            | |
| novembre 1881                            | février 1890   | Isidore Jean Bonneau             |                            | |
| février 1890                             | mai 1892       | Lucien Regnart                   |                            | |
| mai 1892                                 | mai 1896       | Léon Charles Peclet              |                            | |
| mai 1896                                 | octobre 1903   | Eugène Thomas                    |                            | |
| octobre 1903                             | mai 1912       | Charles Lefèvre                  | Républicain                | Médecin Conseiller général de Fontainebleau (1904 → 1927)                                                                                       |
| mai 1912                                 | décembre 1919  | Léonce Camille Lapeyre           |                            | Médecin |
| décembre 1919                            | mai 1925       | Narcisse Bonnet                  | Concentration républicaine | |
| mai 1925                                 | mai 1935       | Clément Matry                    |                            | Médecin |
| mai 1935                                 | juin 1940      | Jacques-Louis Dumesnil           | Rad. puis Rad.ind.         | Avocat Sénateur de Seine-et-Marne (1935 → 1940) Député de Seine-et-Marne (1910 → 1935) Conseiller général de La Chapelle-la-Reine (1906 → 1940) |
| juin 1940                                | juillet 1940   | Joseph Verdier de Suze           |                            | Assure l'intérim |
| juillet 1940                             | septembre 1944 | Jacques-Louis Dumesnil           |                            | Avocat Nommé conseiller départemental en 1943                                                                                                   |

### Depuis 1944
Depuis la Libération, sept maires se sont succédé à la tête de la commune.
| Période           | Période                      | Identité                   | Étiquette                               | Qualité |
| ----------------- | ---------------------------- | -------------------------- | --------------------------------------- | --- |
| 28 septembre 1944 | 18 mai 1945                  | Jean Gérardin              |                                         | Président du Comité de libération |
| 18 mai 1945       | 21 mars 1959                 | Hubert Pajot               | RI                                      | Commissaire-priseur, ancien résistant Premier adjoint au maire (1944 → 1945) Sénateur de Seine-et-Marne (1946 → 1958) Conseiller général de Fontainebleau (1945 → 1958) |
| 21 mars 1959      | 23 février 1992              | Paul Séramy                | RGR puis Centriste puis CD puis UDF-CDS | Professeur d'allemand Député de Seine-et-Marne (5e circ.) (1962 → 1967) Sénateur de Seine-et-Marne (1977 → 1992) Conseiller général de Fontainebleau (1958 → 1992) Président du conseil général de Seine-et-Marne (1982 → 1992) Décédé en fonction |
| 7 mars 1992       | 18 mars 2001                 | Paul Dubrule               | RPR                                     | Administrateur de sociétés, cofondateur d'Accor Sénateur de Seine-et-Marne (1999 → 2004) |
| 18 mars 2001      | 6 juillet 2005               | Jacques Nizart (1935-2023) | DVD                                     | Diplomate retraité, ancien haut fonctionnaire Adjoint au maire (1971 → 1976) Mandat écourté après la démission de plus d'un tiers des membres du conseil municipal |
| 23 octobre 2005   | 4 juillet 2022               | Frédéric Valletoux         | UMP → LR puis Agir puis HOR             | Journaliste Conseiller régional d'Île-de-France (2010 → ) Président de la CC du Pays de Fontainebleau (2010 → 2016) 1er vice-président de la CA du Pays de Fontainebleau (2017 → 2022) Vice-président du Parc naturel régional du Gâtinais français Président de la Fédération hospitalière de France (2011 → 2022) Élu à la suite d'une élection municipale partielle, Réélu en 2008, 2014 et 2020 Démissionnaire après son élection comme député |
| 4 juillet 2022,   | En cours (au 5 juillet 2022) | Julien Gondard (1976- )    | SE                                      | Directeur général de CMA France Directeur de cabinet de Frédéric Valletoux (2005 → 2012) |

## Conseil municipal actuel
Les 33 sièges composant le conseil municipal de Fontainebleau ont été pourvus le 28 juin 2020 à l'issue du second tour. Actuellement, il est réparti comme suit : 
N.B. – Daniel Raymond, élu en 2020 sur la liste du maire sortant Frédéric Valletoux, a rejoint l'opposition municipale.